# Folketingsvalget 1968
Folketingsvalget den 23. januar 1968 blev udskrevet af statsminister Jens Otto Krag, efter at den socialdemokratiske regering kom i mindretal den 15. december 1967 i en afstemning i Folketinget angående devaluering af kronen og fastfrysning af en dyrtidsportion . Efter valget dannedes en borgerlig flertalsregering bestående af Venstre, Det Konservative Folkeparti og Det Radikale Venstre, VKR-regeringen, med den radikale partileder Hilmar Baunsgaard som statsminister. Socialdemokratiet kom i opposition for første gang siden 1953, som resultat af valget. Valgdeltagelsen var høj med 89,3% af de stemmeberettigede. Det foregående valg fandt sted den 22. november 1966.

## Baggrunden for valget
I november 1967 devaluerede Storbritannien pundet med 14,3 procent, og den danske socialdemokratiske regering besluttede at lade kronen følge delvist med ved at devaluere med 7,9 procent. For at bremse en kommende inflation ville regeringen bl.a. fastfryse en dyrtidsportion. Dette skabte splid i SF, der havde været regeringens eneste støtteparti siden valget i 1966 (det såkaldte Røde Kabinet). En gruppe på seks SF'ere stemte imod forslaget ved dets tredje behandling den 15. december sammen med oppositionspartierne. Dermed kom regeringen i mindretal, og Krag udskrev valg. Dagen efter forlod de seks SF'ere deres parti og dannede Venstresocialisterne (VS).

## Valgresultat
| Parti                            | Parti                            | Stemmer   | %      | Mandater | +/–     |
| -------------------------------- | -------------------------------- | --------- | ------ | -------- | ------- |
|                                  | Socialdemokratiet                | 974.833   | 34,15  | 62       | 7       |
|                                  | Det Konservative Folkeparti      | 581.051   | 20,35  | 37       | 3       |
|                                  | Venstre                          | 530.167   | 18,57  | 34       | 1       |
|                                  | Radikale Venstre                 | 427.304   | 14,97  | 27       | 14      |
|                                  | Socialistisk Folkeparti          | 174.553   | 6,11   | 11       | 9       |
|                                  | Venstresocialisterne             | 57.184    | 2,00   | 4        | NYT     |
|                                  | Liberalt Centrum                 | 37.407    | 1,31   | 0        | 4       |
|                                  | Danmarks Kommunistiske Parti     | 29.706    | 1,04   | 0        | Uændret |
|                                  | Retsforbundet                    | 21.124    | 0,74   | 0        | Uændret |
|                                  | De Uafhængige                    | 14.360    | 0,50   | 0        | Uændret |
|                                  | Slesvigsk Parti                  | 6.831     | 0,24   | 0        | Uændret |
|                                  | Udenfor partierne                | 127       | 0,00   | 0        | –       |
| I alt                            | I alt                            | 2.854.647 | 100,00 | 175      | 0       |
|                                  |                                  |           |        |          |         |
| Gyldige stemmer                  | Gyldige stemmer                  | 2.854.647 | 99,65  |          |         |
| Ugyldige/blanke stemmer          | Ugyldige/blanke stemmer          | 10.158    | 0,35   |          |         |
| Stemmer i alt                    | Stemmer i alt                    | 2.864.805 | 100,00 |          |         |
| Stemmeberettigede/valgdeltagelse | Stemmeberettigede/valgdeltagelse | 3.208.646 | 89,28  |          |         |
| Kilde:                           |                                  |           |        |          |         |

### Personlige stemmer
Følgende kandidater fik flest personlige stemmer:
1. Hilmar Baunsgaard (B): 20.252
2. Aksel Larsen (F): 15.095
3. Jens Otto Krag (A): 14.689
4. Poul Hartling (D): 14.012
5. Poul Møller (C): 13.515
6. Aage Hastrup (C): 12.767
7. Lis Groes (A): 12.730
8. Erhard Jakobsen (A): 12.170
9. Kristian Albertsen (A): 12.009
10. Grethe Philip (B): 11.852

## Valgets følger
Ved valget i 1968 gik Socialdemokraterne tilbage med syv mandater, SF var i splittelse og blev nærmest halveret med en nedgang på 9 mandater, mens de fra SF udtrådte venstresocialister kun lige kom over spærregrænsen, men trods alt sikrede sig 4 mandater. Venstre gik lidt tilbage og Det Konservative Folkeparti lidt frem. Liberalt Centrum mistede alle sine fire mandater og kom ikke i Folketinget igen. Den store valgvinder var Radikale Venstre som fordoblede sit mandatantal fra 13 til 27, og opnåede flertal sammen med Venstre og de Konservative. De efterfølgende forhandlinger resulterede i en flertalsregering bestående af de tre partier med Hilmar Baunsgaard som den første og foreløbig eneste radikale statsminister siden 1920.